# Данмор (Пенсилванија)
Данмор (енгл. Dunmore) град је у америчкој савезној држави Пенсилванија.

## Демографија
По попису из 2010. године број становника је 14.057, што је 39 (0,3%) становника више него 2000. године.
| Група             | 2000.          | 2010.          |
| Белци             | 13.729 (97,9%) | 13.215 (94,0%) |
| Афроамериканци    | 69 (0,5%)      | 160 (1,1%)     |
| Азијати           | 62 (0,4%)      | 247 (1,8%)     |
| Хиспаноамериканци | 123 (0,9%)     | 319 (2,3%)     |
| Укупно            | 14.018         | 14.057         |